# Campionato di calcio della Repubblica Socialista Sovietica d'Estonia 1960
Il Campionato di calcio della Repubblica Socialista Sovietica d'Estonia 1960 era la massima divisione del campionato estone ed era un campionato regionale sovietico. La vittoria finale andò al BLTSK che vinse il sesto titolo della sua storia.

## Formula
Era formato da dieci squadre: ogni formazione si incontrava le altre in gironi di andata e ritorno, per un totale di 18 incontri. Erano previsti due punti per la vittoria e uno per il pareggio.

## Classifica finale
|                       | Pos. | Squadra         | Pt | G  | V  | N | P  | GF  | GS | DR  |
| --------------------- | ---- | --------------- | -- | -- | -- | - | -- | --- | -- | --- |
| RSS Estone (bandiera) | 1    | BLTSK           | 36 | 18 | 18 | 0 | 0  | 105 | 8  | +97 |
|                       | 2    | Kalev Ülemiste  | 24 | 18 | 10 | 4 | 4  | 44  | 25 | +19 |
|                       | 3    | Kreenholm Narva | 23 | 18 | 8  | 7 | 3  | 43  | 27 | +16 |
|                       | 4    | Norma Tallinn   | 20 | 18 | 7  | 6 | 5  | 31  | 31 | +0  |
|                       | 5    | Kalev Pärnu     | 17 | 18 | 8  | 1 | 9  | 33  | 38 | -5  |
|                       | 6    | Kalev Rakvere   | 15 | 18 | 5  | 5 | 8  | 23  | 25 | -2  |
|                       | 7    | PK Kohtla-Järve | 15 | 18 | 5  | 5 | 8  | 25  | 54 | -29 |
|                       | 8    | Jõud Türi       | 13 | 18 | 5  | 3 | 10 | 18  | 47 | -29 |
|                       | 9    | Kalev Tartu     | 9  | 18 | 3  | 3 | 12 | 21  | 40 | -19 |
|                       | 10   | Jõud Viljandi   | 4  | 18 | 2  | 0 | 16 | 17  | 65 | -48 |